# Professor Green
Сти́вен По́л Ма́ндерсон (англ. Stephen Paul Manderson, род. 27 ноября 1983 года), более известный как Professor Green [Профе́ссор Гри́н] — английский рэпер. Он записывался на лейбле «Beats» до 12 февраля 2008 года, после лейбл был закрыт. Он добился успеха, выиграв в рэп-баттле JumpOff MySpace £50,000 в Июле 2008. После этого в 2009 году Мандерсон работал с Лили Аллен на её концертном туре в 2009 году.

## Биография
Мать Мандерсона родила его, когда ей было 16 лет, и вскоре после этого рассталась с отцом мальчика. В шесть недель ему потребовалась пилоромиотомия живота. Мандерсона воспитывали его бабушка и прабабушка.
В детстве он продавал коноплю и курил её ежедневно в возрасте от 16 до 24 лет. Когда Грину было 24 года, его отец покончил жизнь самоубийством. После смерти отца он перестал употреблять какие-либо наркотики.

## Личная жизнь
10 сентября 2013 года Мандерсон женился на Милли Макинтош. Свадебная церемония прошла в роскошном особняке Babington House графства Сомерсет в Англии. В феврале 2016 года супруги объявили о разводе.
В 2019 году Мандерсон начал встречаться с актрисой Каримой МакАдамс. 15 марта 2021 года у пары родился сын Слиман Рэй Мандерсон.

## Дискография
EP:
- Lecture #1 (2007)
- The Green EP (2008)

Альбомы:
- Alive Till I'm Dead (2010)
- At Your Inconvenience (2011)
- Growing Up In Public (2014)

## Награды и номинации
- BT Digital Music Awards 2010
  - Breakthrough Artist of the Year — Won
  - Best Newcomer — Nominated
- MTV Europe Music Awards 2010
  - Best Push Act
- MOBO Awards 2010
  - Best Newcomer — Nominated
  - Best Song — I Need You Tonight — Nominated
  - Best Hip Hop/Grime Act — Won
- MP3 Awards 2010
  - Radio/ Charts/ Downloads — Just Be Good To Green — Nominated
- Urban Music Awards 2010
  - Best Newcomer — Nominated
  - Best Hip-Hop Act — Nominated
  - Best Song — I Need You Tonight — Nominated
- NME Awards 2011
  - Best Dancefloor Filler — Jungle — Won